# Kinarut
Der Distrikt Kudat ist ein Verwaltungsbezirk im malaysischen Bundesstaat Sabah. Verwaltungssitz ist die Stadt Kudat. Der Distrikt ist Teil des Gebietes Kudat Division, zu dem die Distrikte Kudat, Pitas und Kota Marudu gehören.

## Demographie
Die Bevölkerung des Distrikts beträgt 86.410 (Stand: 2020). Kudat hatte laut der letzten Zählung im Jahr 2010 83.140 Einwohner. Sie besteht mehrheitlich aus Rungus, einer Untergruppe der Kadazan. Etwa 10 % der Einwohner sind Chinesen (hauptsächlich Hakkas), außerdem leben dort Minderheiten der Bajau, Dusun, Murut, Bugis und Malaien. Wie in vielen anderen Städten Sabahs gibt es auch hier eine beträchtliche Anzahl illegaler Immigranten aus den nahegelegenen Philippinen, vor allem aus Sulu und Mindanao, die in der Bevölkerungsstatistik nicht verzeichnet sind. Die Stadt Kudat selbst hat 29.025 Einwohner.

## Verwaltungssitz
Verwaltungssitz des Distrikts ist die Stadt Kudat.
Die auf dem britischen Verwaltungssystem basierende Residentur und das Amt des Residenten wurden im Jahr 1979 abgeschafft.

## Gliederung des Distrikts
Neben der Halbinsel Kudat gehören auch die Inseln Pulau Balambangan, Pulau Banggi, Pulau Malawali und Pulau Matunggong zum Verwaltungsbezirk.